# Pablo Castrillo
Pablo Castrillo Zapater (* 2. Januar 2001 in Jaca) ist ein spanischer Radrennfahrer, der auf der Straße aktiv ist.

## Sportlicher Werdegang
Mit dem Wechsel in die U23 wurde Castrillo 2020 Mitglied im Team Lizarte, dem Nachwuchsteam der Equipo Kern Pharma. Mit dem Team war er zunächst vorrangig auf nationaler Ebene erfolgreich, unter anderen wurde er 2022 spanischer U23-Meister im Einzelzeitfahren.
Zur Saison 2023 wurde Castrillo in das UCI ProTeam übernommen, zuvor wurde er bereits bei der Tour de Langkawi 2022 als Stagiaire eingesetzt. Zum Ende der Saison 2023 fuhr er mehrere Top-10-Platzierungen ein, beste Platzierung war der zweite Platz auf der letzten Etappe der Vuelta a Castilla y León. Seinen ersten Sieg als Radprofi erzielte er 2024 direkt auf der UCI WorldTour mit dem Gewinn der zwölften Etappe der Vuelta a España. Dabei setzte er sich zehn Kilometer vor dem Ziel als Solist von einer zehnköpfigen Fluchtgruppe ab und verteidigte seinen Vorsprung bis ins Ziel der Bergankunft. Sein Erfolg war gleichzeitig der erste Sieg für einen Spanier bei der Austragung 2024 sowie auch der erste Sieg für sein Team bei einer Grand Tour. Drei Tage später entschied er – erneut aus einer Fluchtgruppe heraus – auch die Bergankunft der 15. Etappe für sich.
Nach seiner Erfolgen bei der Vuelta a España erhielt Castrillo zur Saison 2025 einen Vertrag beim spanischen UCI WorldTeam Movistar. Im Frühjahr der Saison 2025 zeigte er mit guten Resultaten bei der UAE Tour und bei Paris–Nizza auf, ehe er die Tour de Suisse als Neunter des Gesamtklassements beendete. Im Juli bestritt er seine erste Tour de France und belegte dabei den 110. Gesamtrang. 

## Erfolge
2022
- Spanischer U23-Meister – Einzelzeitfahren

2024
- zwei Etappen Vuelta a España

## Grand-Tour-Platzierungen
| Grand Tour            | 2024 | 2025 |
| --------------------- | ---- | ---- |
| Giro d’ItaliaGiro     | –    | –    |
| Tour de FranceTour    | –    | 110  |
| Vuelta a EspañaVuelta | 64   |      |